# Stenopyga ziela
Stenopyga ziela är en bönsyrseart som beskrevs av Roger Roy 1963. Stenopyga ziela ingår i släktet Stenopyga och familjen Mantidae. Inga underarter finns listade i Catalogue of Life.